# Observatorio de Sierra Nevada
Das Observatorio de Sierra Nevada (OSN) ist eine spanische Sternwarte am Loma de Dilar, in 2896 m Höhe in den Bergen der Sierra Nevada in der Provinz Granada. Das Observatorium wurde 1847 gegründet. Betrieben wird es durch das Instituto de Astrofísica de Andalucía (IAA). Das Observatorium beherbergt mehrere Spiegelteleskope, die beiden größten mit einem Hauptspiegeldurchmesser von 1,5 und 0,9 Metern, des Weiteren ein für Beobachtungen im Infraroten spezialisierten Teleskop mit 0,6 Meter und zwei kleine Teleskope mit 0,36 Meter.
In der Nähe befindet sich das 30-m-Radioteleskop des Institut für Radioastronomie im Millimeterbereich.

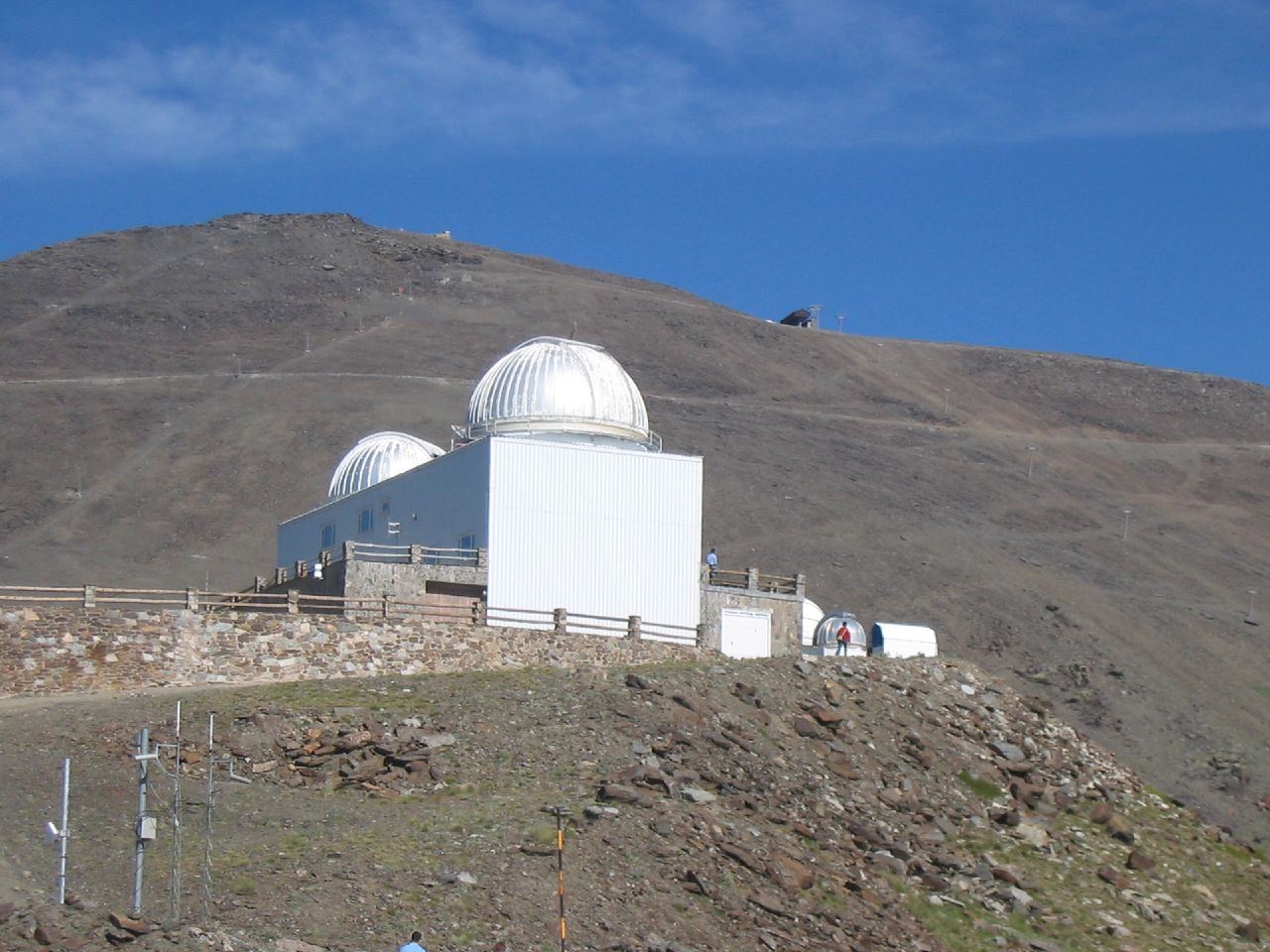
Optische Teleskope des IAA
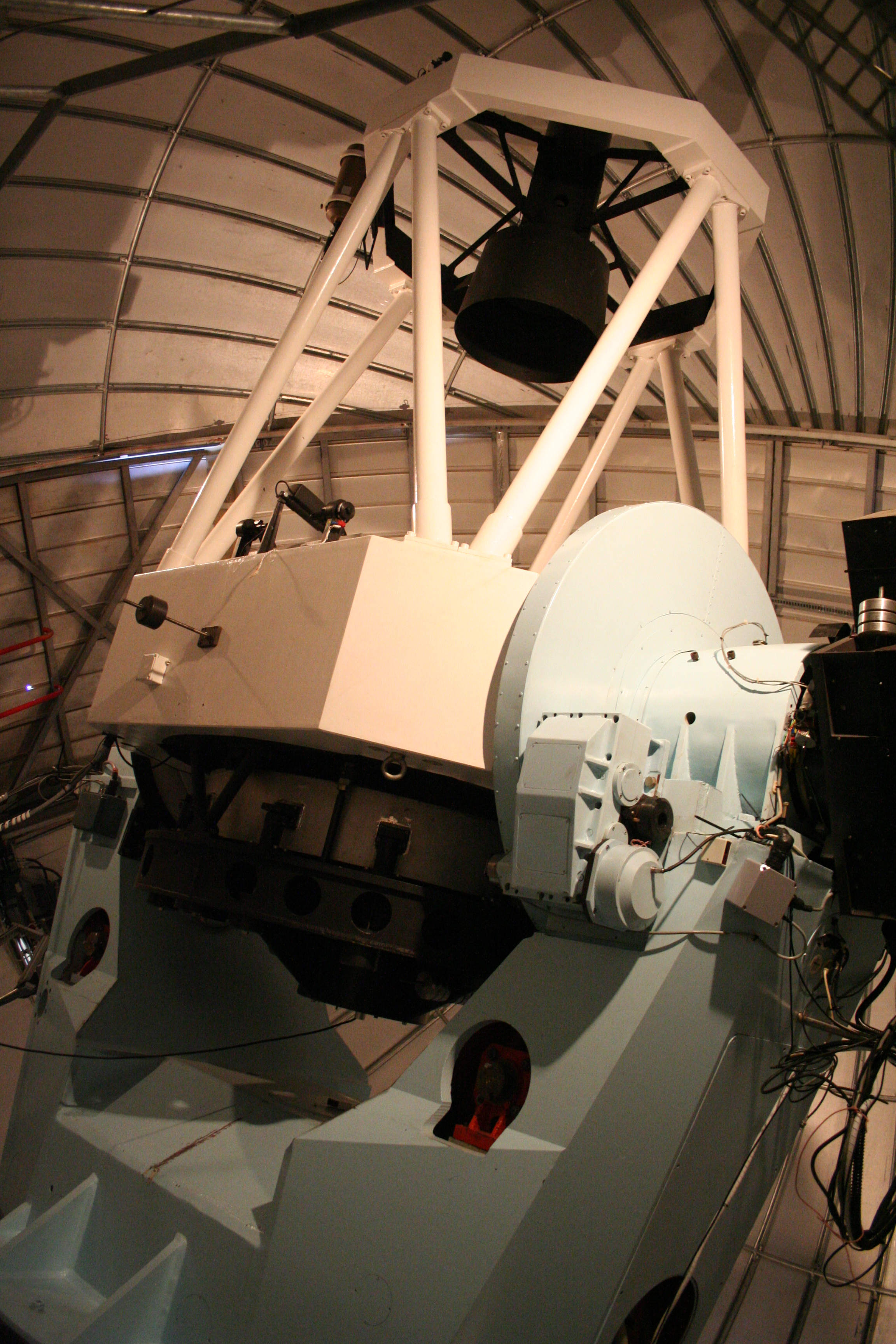
1,5-Meter-Teleskop
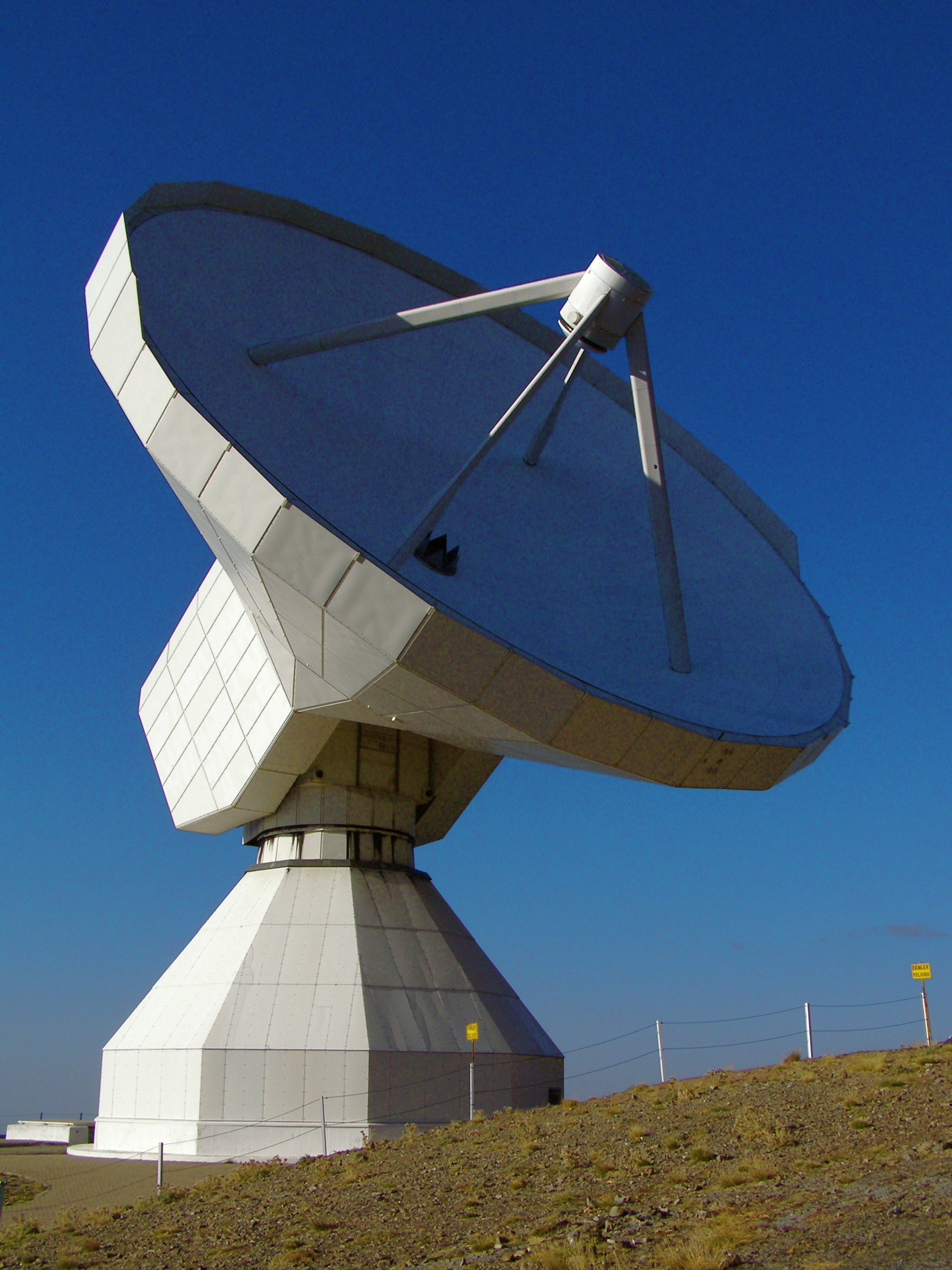
Das 30-m-Radioteleskop des Instituts für Radioastronomie im Millimeterbereich
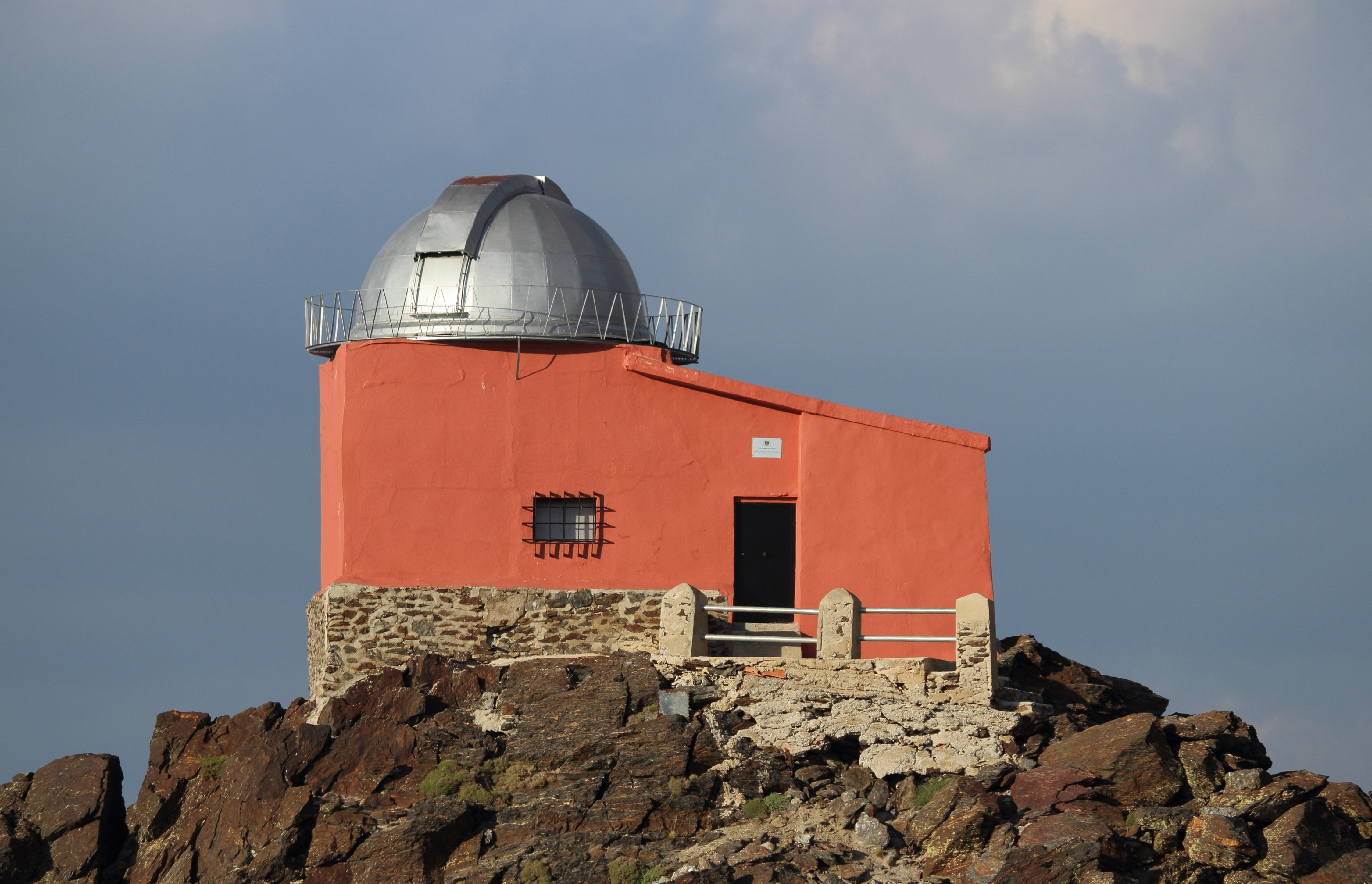
Älteres Teleskop